# Chaspa
Chaspa är en ort i Mexiko.   Den ligger i kommunen Amatán och delstaten Chiapas, i den sydöstra delen av landet, 700 km öster om huvudstaden Mexico City. Chaspa ligger 825 meter över havet och antalet invånare är 106.
Terrängen runt Chaspa är varierad. Chaspa ligger uppe på en höjd. Runt Chaspa är det ganska tätbefolkat, med 70 invånare per kvadratkilometer. Närmaste större samhälle är Amatán, 1,9 km söder om Chaspa. I omgivningarna runt Chaspa växer i huvudsak städsegrön lövskog.